# Kurt Rathe
Kurt Rathe (* 14. April 1886 in Wien; † 14. März 1952 in Rom) war ein österreichischer Kunsthistoriker.

## Leben
Kurt Rathe besuchte das Akademische Gymnasium in Wien und studierte ab 1904 Geschichte, Kunstgeschichte und Klassischen Archäologie an der Universität Wien, 1908 wurde er bei Julius von Schlosser promoviert. 1907 bis 1908 war er auch außerordentliches Mitglied des Instituts für Österreichische Geschichtsforschung. Er wurde 1910 Volontär an der Kupferstichsammlung der Hofbibliothek, 1915 Kustosadjunkt ebenda, 1918 kündigte er. Er forschte danach als Privatgelehrter.
Befreundet war er seit seinem Studium mit Kunsthistorikern wie Fritz Saxl, Hans Tietze, Erica Tietze-Conrat und Rudolf Berliner. Dem Vorstand der „Gesellschaft zur Förderung moderner Kunst in Wien“ gehörte er als Schriftführer an.
Bis 1937 lebte er in Wien. Von 1937 bis zu seinem Tode lebte er in Rom. Während der deutschen Besetzung der Stadt lebte er 1943/44 verborgen unter materiell schwierigen Bedingungen und wurde von Hubert Jedin unterstützt. Von diesem angeregt sammelte er bis zu seinem Tod Material für eine Studie zur Ikonographie des Konzils von Trient.

## Veröffentlichungen (Auswahl)
- Ein unbekanntes Werk des Veit Stoß in Wien. In: Kunstgeschichtliches Jahrbuch der Kk Zentral-Kommission für Erforschung und Erhaltung der Kunst- und Historischen Denkmale 3, 1909, S. 187–197 (Digitalisat).
- Der figurale Schmuck der alten Domfassade in Florenz. Ein Beitrag zur Entwicklungsgeschichte der Freifigur im Florentiner Trecento. Stern, Wien, Leipzig 1910 (Dissertation, Digitalisat).
- Österreich auf der Internationalen Kunstausstellung in Rom 1911. In: Die Kunst 25, 1912, S. 77–88.
- Die Neuerwerbungen der K. K. Staatsgalerie in Wien. In: Der Cicerone 4, 1912, S. 575–590.
- Ein unbeschriebener Einblattdruck und das Thema der „Ährenmadonna“. In: Mitteilungen der Gesellschaft für vervielfältigende Kunst. Beilage der Graphischen Künste 35, 1922, S. 1–33 (Digitalisat).
- Egon Schieles Weg und Ziel. In: Egon Schiele. Gemälde und Handzeichnungen. Neue Galerie, Wien 1923.
- Der Richter auf dem Fabeltier. In: Festschrift für Julius Schlosser zum 60. Geburtstage. Amalthea-Verlag, Zürich/Leipzig/Wien 1927, S. 187–208.
- Eine Kabinettscheibe aus dem Kreise des Hausbuchmeisters. In: Oberrheinische Kunst 6, 1934, S. 68–71.
- Aus der Frühzeit der Kärntner Tafelmalerei. In: Jahrbuch der Kunsthistorischen Sammlungen in Wien N.F. 9, 1935, S. 49–72.
- Italian motives in an upper Rheinish picture of the late gothic period. In: The Burlington magazine 70, 1937, S. 77–78.
- Die Ausdrucksfunktion extrem verkürzter Figuren (= Studies of the Warburg Institute 8). London 1938.
- Ein Reiterbildnis Karls des Kühnen von Burgund. In: Maso Finiguerra 3, 1938, S. 233–246.
- Honoré Daumier predecessore di Teofilo Patini. In: Maso Finiguerra 4, 1939, S. 261–268.
- Die Impresa eines Wiener Humanisten. In: La Bibliofilia 42, 1940, S. 54–65.
- Bileam. In: Reallexikon zur deutschen Kunstgeschichte Bd. 2. Stuttgart 1940, Sp. 740–744.
- Sulla classificazione cronologia di alcuni incunabuli calcografici italiani. In: Maso Finiguerra 5, 1940, S. 3–13.
- Un detto shakespeariano e la sua fonte. In: La Bibliofilia 48, 1946, S. 45–62.